# Records du Pérou d'athlétisme

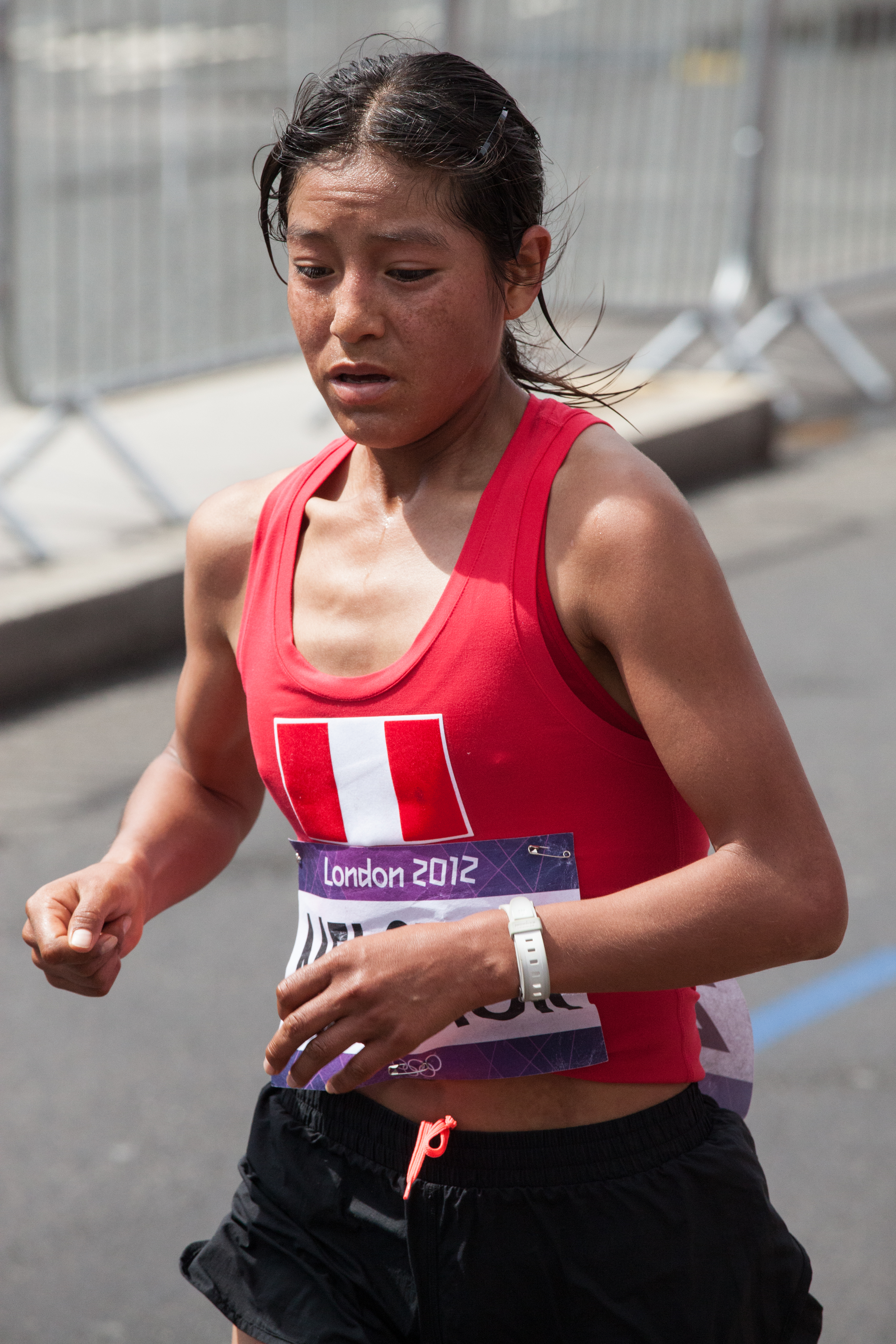
Inés Melchor, détentrice des records du Pérou du 5 000 m, 10 000 m et marathon.

Les records du Pérou d'athlétisme sont les meilleures performances réalisées par des athlètes péruviens et homologuées par la Fédération péruvienne d'athlétisme (FPDA).

## Plein air

### Hommes
| Épreuve                 | Record | Athlète                                                                            | Date             | Compétition                              | Lieu           | Réf.   |
| ----------------------- | --- | ---------------------------------------------------------------------------------- | ---------------- | ---------------------------------------- | -------------- | ------ |
| 100 m                   | 10 s 28 (+0,4 m/s) | Andy Martínez                                                                      | 22 avril 2016    | Gran Prix Sudamericano Mario Paz         | La Paz         | [ 1 ]  |
| 200 m                   | 20 s 58 (+1,7 m/s) | Andy Martínez                                                                      | 24 avril 2016    | Gran Prix Sudamericano Mario Paz         | La Paz         | [ 2 ]  |
| 400 m                   | 45 s 30 | Fernando Acevedo                                                                   | 1er août 1971    |                                          | Cali           |        |
| 800 m                   | 1 min 47 s 01 | David Torrence                                                                     | 15 avril 2017    | Mt. SAC Relays                           | Torrance       | [ 3 ]  |
| 1 500 m                 | 3 min 34 s 67 | David Torrence                                                                     | 18 juin 2017     | Bauhaus-Galan                            | Stockholm      | [ 4 ]  |
| 3 000 m                 | 7 min 57 s 95 | Mario Bazán                                                                        | 14 juin 2008     | Championnats ibéro-américains            | Iquique        | [ 5 ]  |
| 5 000 m                 | 13 min 23 s 20 | David Torrence                                                                     | 17 août 2016     | Jeux olympiques                          | Rio de Janeiro | [ 6 ]  |
| 10 000 m                | 27 min 53 s 58 | Luis Ostos                                                                         | 5 mai 2017       | Payton Jordan Invitational               | Palo Alto      | [ 7 ]  |
| Semi-marathon           | 1 h 2 min 6 s | René Champi                                                                        | 27 août 2023     |                                          | Buenos Aires   | [ 8 ]  |
| 25 km (route)           | 1 h 17 min 7 s | Raúl Pacheco                                                                       | 12 avril 2015    | Marathon de Rotterdam                    | Rotterdam      |        |
| 30 km (route)           | 1 h 32 min 50 s | Raúl Pacheco                                                                       | 12 avril 2015    | Marathon de Rotterdam                    | Rotterdam      |        |
| Marathon                | 2 h 07 min 38 s | Cristhian Pacheco                                                                  | 19 février 2023  | Marathon de Séville                      | Séville        | [ 10 ] |
| 110 m haies             | 13 s 52 (+0,0 m/s) | Javier McFarlane                                                                   | 26 juin 2016     | Grand Prix Sudamericano                  | Cali           | [ 11 ] |
| 400 m haies             | 51 s 6 | Mauro Mina                                                                         | 3 juillet 1993   |                                          | Lima           |        |
| 3 000 m steeple         | 8 min 28 s 67 | Mario Bazán                                                                        | 17 juillet 2009  | Championnats du monde                    | Berlin         | [ 12 ] |
| Saut en hauteur         | 2,31 m | Arturo Chávez                                                                      | 11 juin 2016     | Encuentro Atlético Wilfrido Massieu      | Mexico         | [ 13 ] |
| Saut à la perche        | 5,18 m | Francisco León                                                                     | 12 mai 2005      |                                          | Abilene        |        |
| Saut en longueur        | 8,10 m (+0,7 m/s) | Jorge McFarlane                                                                    | 23 novembre 2009 | Jeux bolivariens                         | Sucre          |        |
| Saut en longueur        | 8,10 m (+0,5 m/s) | José Luis Mandros                                                                  | 7 mai 2022       |                                          | Ibiza          | [ 14 ] |
| Triple saut             | 16,72 m | Ricardo Valiente                                                                   | 14 novembre 1987 |                                          | Huancayo       |        |
| Lancer du poids         | 20,02 m | Michael Putman                                                                     | 9 juin 2013      | Annual Northwest Track and Field Classic | Miami          | [ 15 ] |
| Lancer du disque        | 57,96 m | Michael Putman                                                                     | 18 mars 2011     | USF Bulls Invitational                   | Tampa          |        |
| Lancer du marteau       | 67,26 m | Eduardo Acuña                                                                      | 20 juin 2009     | Championnats d'Amérique du Sud           | Lima           | [ 16 ] |
| Lancer du javelot       | 69,46 m | Jorge Quiñones                                                                     | 4 septembre 1999 |                                          | Lima           |        |
| Décathlon               | 7 190 pts | Miro Ronac                                                                         | 8 juin 1980      |                                          | Mayence        |        |
| Décathlon               | 11 s 5 (100 m), 6,70 m (longueur), 12,95 m (poids), 1,95 m (hauteur), 53 s 2 (400 m) / 16 s 50 (110 m haies), 45,60 m (disque), 4,10 m (perche), 62,20 m (javelot), 4 min 42 s 3 (1 500 m) |                                                                                    |                  |                                          |                |        |
| 10 000 m marche (piste) | 39 min 54 s 6 | César Rodríguez                                                                    | 20 juillet 2018  | Championnats du Pérou                    | Lima           |        |
| 20 000 m marche (piste) | 1 h 21 min 25 s 6 | Luis Henry Campos                                                                  | 29 juillet 2023  | Championnats d'Amérique du Sud           | São Paulo      | [ 17 ] |
| 20 km marche (route)    | 1 h 19 min 52 s | César Rodríguez                                                                    | 19 août 2023     | Championnats du monde                    | Budapest       | [ 18 ] |
| 35 km marche (route)    | 2 h 29 min 24 s | César Rodríguez                                                                    | 24 juillet 2022  | Championnats du monde                    | Eugene         |        |
| 50 km marche (route)    | 3 h 56 min 53 s | Pavel Chihuán                                                                      | 3 mai 2014       | Coupe du monde de marche                 | Taicang        | [ 19 ] |
| 4 × 100 m               | 40 s 3 | Équipe nationale Moisés del Castillo Marco Mautino Giorgio Mautino Óscar Fernández | 20 juillet 1988  |                                          | Quito          |        |
| 4 × 400 m               | 3 min 8 s 53 | Équipe nationale A. Marchinares Jorge Aleman J. Siguas Fernando Acevedo            | 5 août 1971      | Jeux panaméricains                       | Cali           |        |

### Femmes
| Épreuve                 | Record | Athlète                                                                          | Date                | Compétition                            | Lieu            | Réf.   |
| ----------------------- | --- | -------------------------------------------------------------------------------- | ------------------- | -------------------------------------- | --------------- | ------ |
| 100 m                   | 11 s 74 (-0,1 m/s) | Paula Daruich                                                                    | 19 mai 2023         | Championnats d'Amérique du Sud juniors | Bogota          | [ 20 ] |
| 200 m                   | 23 s 55 | Carmela Bolívar                                                                  | 11 novembre 1978    | Jeux sud-américains                    | La Paz          |        |
| 400 m                   | 53 s 86 | Maitte Torres                                                                    | 20 mai 2017         | Grand Prix Richard Boroto              | Cuenca          | [ 21 ] |
| 800 m                   | 2 min 5 s 57 | Anita Poma                                                                       | 5 juillet 2022      | Jeux bolivariens                       | Valledupar      | [ 22 ] |
| 1 500 m                 | 4 min 13 s 53 | Yéssica Quispe                                                                   | 16 octobre 2004     | Jeux olympiques                        | Lima            |        |
| 3 000 m                 | 9 min 18 s 45 | Soledad Torre                                                                    | 14 mai 2016         | Championnats ibéro-américains          | Rio de Janeiro  | [ 23 ] |
| 5 000 m                 | 15 min 30 s 63 | Inés Melchor                                                                     | 28 novembre 2013    | Jeux bolivariens                       | Trujillo        | [ 24 ] |
| 10 000 m                | 31 min 56 s 62 | Inés Melchor                                                                     | 3 mai 2015          | Payton Jordan Invitational             | Palo Alto       | [ 25 ] |
| 10 km (route)           | 31 min 44 s (AR) | Thalía Valdivia                                                                  | 26 avril 2025       | Adizero: Road to Records               | Herzogenaurach  | [ 26 ] |
| 20 km (route)           | 1 h 6 min 35 s | Gladys Tejeda                                                                    | 26 mars 2016        | Championnats du monde de semi-marathon | Cardiff         |        |
| Semi-marathon           | 1 h 10 min 14 s | Gladys Tejeda                                                                    | 26 mars 2016        | Championnats du monde de semi-marathon | Cardiff         | [ 28 ] |
| 25 km (route)           | 1 h 25 min 48 s | Gladys Tejeda                                                                    | 20 février 2022     | Marathon de Séville                    | Séville         |        |
| 30 km (route)           | 1 h 42 min 50 s | Gladys Tejeda                                                                    | 20 février 2022     | Marathon de Séville                    | Séville         |        |
| Marathon                | 2 h 25 min 23 s | Thalía Valdivia                                                                  | 14 avril 2024       | Marathon de Rotterdam                  | Rotterdam       | [ 29 ] |
| 100 m haies             | 13 s 25 (+0,5 m/s) | Diana Bazalar                                                                    | 7 août 2019         | Jeux panaméricains                     | Lima            | [ 30 ] |
| 400 m haies             | 58 s 04 | Kimberly Cardoza                                                                 | 6 août 2019         | Jeux panaméricains                     | Lima            | [ 31 ] |
| 3 000 m steeple         | 9 min 52 s 32 | Zulema Arenas                                                                    | 24 novembre 2017    | Jeux bolivariens                       | Santa Marta     | [ 32 ] |
| Saut en hauteur         | 1,82 m | Candy Toche                                                                      | 22 juin 2019        | Grand Prix Valle Oro Puro              | Cali            | [ 33 ] |
| Saut à la perche        | 4,25 m | Nicole Hein                                                                      | 22 février 2020     | Encuentro Urbano de Salto con Garrocha | Mexico          | [ 34 ] |
| Saut en longueur        | 6,66 m (+1,5 m/s) | Paola Mautino                                                                    | 6 juin 2018         | Jeux sud-américains                    | Cochabamba      | [ 35 ] |
| Triple saut             | 13,63 m (+0,4 m/s) | Silvana Segura                                                                   | 5 mars 2022         |                                        | Lima            | [ 36 ] |
| Lancer du poids         | 16,66 m | Alessandra Gamboa                                                                | 16 avril 2016       | Championnats du Pérou                  | Lima            | [ 37 ] |
| Lancer du disque        | 48,24 m | Elvira Yufra                                                                     | 3 décembre 1988     |                                        | Lima            |        |
| Lancer du marteau       | 66,96 m | Ximena Zorrilla                                                                  | 1er juillet 2022    | Jeux bolivariens                       | Valledupar      | [ 38 ] |
| Lancer du javelot       | 49,24 m | Jimena Gómez                                                                     | 28 mai 2017         | Championnats du Pérou                  | Lima            | [ 39 ] |
| Heptathlon              | 5 141 pts | Kimberly Cardoza                                                                 | 23-24 novembre 2017 | Jeux bolivariens                       | Santa Marta     | [ 40 ] |
| Heptathlon              | 14 s 40 (+1,8 m/s) (100 m haies), 1,67 m (hauteur), 10,65 m (poids), 25 s 84 (+2,0 m/s) (200 m) / 5,50 m (+1,5 m/s) (longueur), 27,66 m (javelot), 2 min 15 s 56 (800 m) |                                                                                  |                     |                                        |                 |        |
| 5 000 marche (piste)    | 21 min 53 s 8 | Yuli Capcha                                                                      | 14 mai 2011         | Grand Prix De Marcha                   | Lima            | [ 41 ] |
| 5 km marche (route)     | 21 min 54 s | Kimberly García                                                                  | 13 mai 2017         | Coupe panaméricaine de marche          | Lima            |        |
| 10 000 m marche (piste) | 42 min 56 s 97 | Kimberly García                                                                  | 25 août 2018        | Championnats ibéro-américains          | Trujillo        | [ 43 ] |
| 10 km marche (route)    | 43 min 23 s | Kimberly García                                                                  | 25 septembre 2017   |                                        | Suzhou          | [ 44 ] |
| 20 000 m marche (piste) | 1 h 29 min 07 s 5 (AR) | Mary Luz Andia                                                                   | 29 juillet 2023     | Championnats d'Amérique du Sud         | São Paulo       | [ 17 ] |
| 20 km marche (route)    | 1 h 26 min 40 s | Kimberly García                                                                  | 3 juin 2023         |                                        | La Corogne      | [ 45 ] |
| 35 km marche (route)    | 2 h 37 min 44 s (AR) | Kimberly García                                                                  | 25 mars 2023        | Dudinska 50                            | Dudince         | [ 46 ] |
| 50 km marche (route)    | 4 h 22 min 57 s | Evelyn Inga                                                                      | 21 avril 2019       | Coupe panaméricaine de marche          | Lázaro Cárdenas | [ 47 ] |
| 4 × 100 m               | 46 s 28 | Équipe nationale Gabriela Delgado Diana Bazalar Maitte Torres Paola Mautino      | 23 novembre 2017    | Jeux bolivariens                       | Santa Marta     | [ 40 ] |
| 4 × 400 m               | 3 min 42 s 74 | Équipe nationale Triana Alonso Maitte Torres Esperanza Manrique Kimberly Cardoza | 26 mai 2019         | Championnats d'Amérique du Sud         | Lima            | [ 48 ] |